# Идолино (деревня)
Идолино (бел. Ідаліна) — деревня в Камайском сельсовете Поставского района Витебской области Белоруссии.

## География
Деревня Идолино расположена в 15 км от города Поставы и в 9 км от центра сельсовета.

## Историко-статистические сведения
В 1921 г. — застенок и деревня в Маньковичской гмине Дуниловичского повета Виленского воеводства Польши.
В 1939 году, после результате раздела Польши, присоединена к БССР.
В 1963 г. — 13 дворов, 32 жителя.
В 2001 г. — 3 двора, 5 жителей. В составе колхоза имени Чапаева.
1 января 2014 года в состав Камайского сельсовета включены земли упразднённого Ширковского сельсовета Поставского района общей площадью 4143,16 гектаров с расположенными на них шестнадцатью населёнными пунктами (деревни Ботвиновичи, Вереньки, Идолино, Койры, Параски, Петровщина, Подоляны, Скураты, Труханки, Фалевичи, Шабаны, Шустицкие, Юшковщина, Яковичи, Ясево, Яськовичи).

## Достопримечательности
- Воинское захоронение немецких солдат Первой мировой войны (1914—1918 гг.)